# Gary Henshaw
Gary Henshaw (sinh ngày 18 tháng 2 năm 1965 in Leeds) là một cựu cầu thủ bóng đá người Anh thi đấu ở Football League ở vị trí Tiền vệ.